# Lituanie au Concours Eurovision de la chanson junior
La Lituanie participe au Concours Eurovision de la chanson junior depuis 2007. Elle se retire en 2009 suite à des problèmes financiers, revient pour 2010 et 2011, puis arrête définitivement sa participation à partir de 2012, de nouveau en raison de problèmes financiers. La Lituanie a tout de même annoncé participer à nouveau au concours, au plus tôt en 2025.

## Représentants
| Année                | Artiste          | Chanson              | Langue    | Traduction du titre         | Place | Points |
| -------------------- | ---------------- | -------------------- | --------- | --------------------------- | ----- | ------ |
| 2007                 | Lina Joy         | Kai miestas snaudžia | Lituanien | Quand la ville est endormie | 13    | 33     |
| 2008                 | Eglė Jurgaitytė  | Laiminga Diena       | Lituanien | Jours heureux               | 03    | 103    |
| Retrait en 2009.     |                  |                      |           |                             |       |        |
| 2010                 | Bartas           | Oki Doki             | Lituanien | -                           | 06    | 67     |
| 2011                 | Paulina Skrabytė | Debesys              | Lituanien | Nuages                      | 10    | 53     |
| Retrait depuis 2012. |                  |                      |           |                             |       |        |

- Première place
- Deuxième place
- Troisième place
- Dernière place